# Anthony K. Roberts
Anthony Kalani Roberts (14. července 1939, Honolulu – 21. března 2005, Phoenix), známý také jako „Kal Roberts“, byl americký herec a fotograf, který v roce 1974 získal Pulitzerovu cenu za fotožurnalistiku.

## Životopis
Roberts, který se narodil v námořnické rodině v Honolulu na Havaji, strávil své období dospívání v jižní Kalifornii. Tam jeho aktivity surfaře a závodníka v hot rodech upoutaly pozornost Hollywoodu, kde mu jeho temný vzhled a přirozený atletismus vynesly práci herce a modela v reklamách. Přesto se jeho herecká kariéra zastavila po jediném filmu v roce 1965, o dvacet let později byla obnovena v charakterních rolích. Mezitím získal značné uznání jako fotograf, v této profesi sbíral nejvyšší ocenění a produkoval jak seriózní fotožurnalistiku, tak populární obrazy celebrit.
Byl dlouholetou součástí hudební a video scény v Nashvillu v Tennessee a zemřel na rakovinu prostaty ve Phoenixu v Arizoně ve věku 65 let.

## Herec
Roberts byl ve svém filmovém debutu obsazen jako surfař a hrál roli „Brada“ v seriálu The Beach Girls and the Monster (později se také prodával jako Monster from the Surf a Surf Terror).
Roberts byl dalších dvacet let neaktivní jako umělecký herec, místo toho pracoval jako fotograf. V roce 1986, kdy byl pověřen pořizovat statické fotografie remaku filmu John Wayne z roku 1939 , Stagecoach, byl rekrutován režisérem Ted Postem, aby hrál roli psance Hanka Plummera. Zralý Roberts představoval osobnost evokující Divoký západ s impozantním plnovousem a patriarchálním chováním. Pokračoval v podobné roli ve snímcích Johnnyho Casha a Krise Kristoffersona, The Last Days of Frank a Jesse James, a v několika hudebních klipech.

## Fotoreportér
Když se Roberts začal věnovat fotografování na volné noze, v roce 1973 narazil na muže, který se za bílého dne pokusil unést ženu z hollywoodského parkoviště. Mával a cvakal fotoaparátem ve snaze odrazit útočníka, zachytil souboj a následné smrtelné zastřelení útočníka ochrankou. Výsledná série snímků proběhla následující den v Los Angeles Times a byly pořízeny agenturou Associated Press, která je nominovala na Pulitzerovu cenu za fotografii roku 1974. Seriál s názvem „Fatální hollywoodské drama“ vyhrál nejen Pulitzerovu cenu, ale i cenu Sigma Delta Chi, kterou uděluje Společnost profesionálních novinářů.

## Komerční fotograf
V 80. letech se Roberts přestěhoval do Nashvillu a otevřel v centru města Studio 333, fotostudio, které fungovalo také jako neformální místo pro menší koncerty. Mezi jeho práce patřily obaly alb a další propagační fotografie pro Johnnyho Cashe, Waylona Jenningsa, Kris Kristofferson, Tanyu Tucker a další. Po jeho smrti v roce 2005 jej ocenila asociace Country Music Association.

## Rodina
Roberts byl od roku 1960 až do své smrti ženatý s Gloriou Neil, herečkou, se kterou společně hráli v The Beach Girls and the Monster. Jejich dcera Moana Roberts, také fotografka, nyní (2020) pracuje jako oficiální archivářka jeho práce. Jejich syn, Jason Roberts, je spisovatel beletrie a literatury faktu.

## Galerie

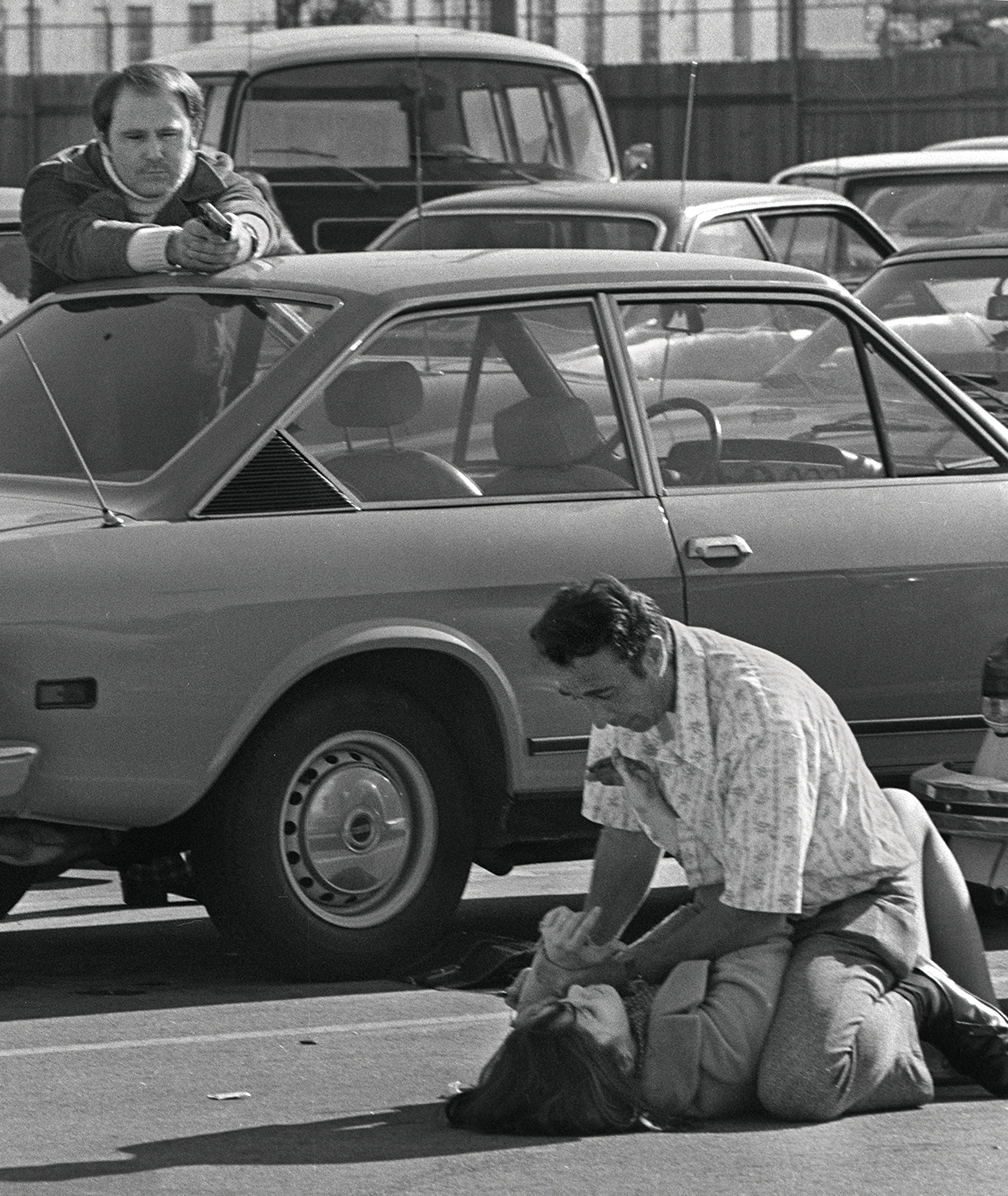
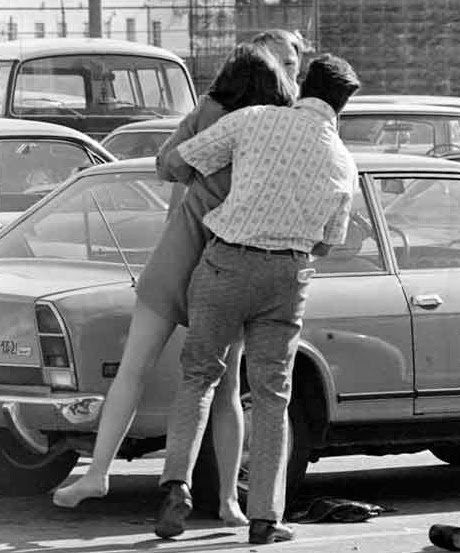
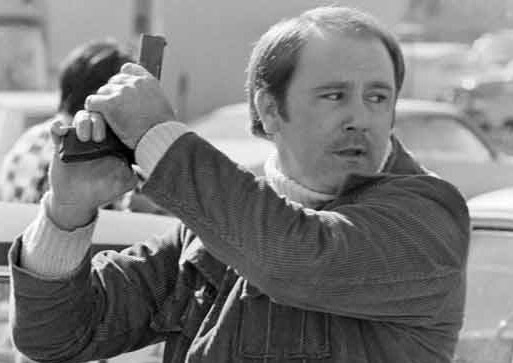
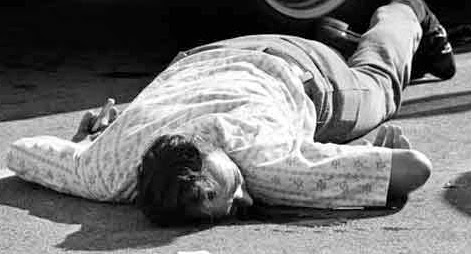